# Franklin – Eine Schildkröte erobert die Welt
Franklin – eine Schildkröte erobert die Welt (im Original Franklin) ist eine US-amerikanisch-kanadisch-französische Zeichentrickserie, die von 1997 bis 2003 produziert wurde.

## Inhalt
Die Serie handelt von einer aufgeweckten, jungen Schildkröte, namens Franklin, welcher mit seinen Freunden seine Welt erkundet und dabei jeden Tag neue spannende Abenteuer erlebt, nach den Büchern von Paulette Bourgeois und Brenda Clark. Der Handlungsort der Serie sind die Wälder im Ostteil Kanadas. Dabei erfahren Franklin und seine Freunde wie wichtig Hilfsbereitschaft, Vertrauen und natürlich der Spaß für die Freundschaft untereinander sind. Dabei kommen die verschiedensten Themen wie Freundschaft untereinander, die erste große Liebe, das erste eigene Haustier, das Übernehmen von Verantwortung und deren Konsequenzen sowie Probleme, z. B. Streit, Neid, Unpünktlichkeit und deren Lösung, und Sachen wie Aberglauben und Ängste zur Sprache.
Jede Folge beginnt mit dem Satz „Franklin kann die schönsten Geschichten erfinden und schon seine Schuhe binden…“

## Produktion
An der Produktion der Serie war die Firma Nelvana International Limited und Viacom unterstützt von der kanadischen Regierung, Family Channel und Canadas Family Network beteiligt. Produziert wurde die Serie in der Volksrepublik China und in Kanada. Regie führten John van Bruggen, Gary Hurst, Raymond Jafelice. Das Drehbuch stammt von Peter Sauder, Nicola Barton und anderen Autoren. Das Titellied zur Serie schrieb Bruce Cockburn. Die deutsche Synchronisation hat die Firma Bavaria Film Synchron mit Hilfe von Inez Günther erstellt.

## Figuren der Serie
| Hauptfiguren                          |                                                    |                     |                     |
| Name der Figur                        | Tierart                                            | englischer Sprecher | deutscher Sprecher  |
| ------------------------------------- | -------------------------------------------------- | ------------------- | ------------------- |
| Franklin                              | männliche Schildkröte                              | Noah Reid           | Roman Wolko         |
| Sam                                   | blauer Stoffhund (Lieblingsspielzeug von Franklin) | -                   | -                   |
| Herr Schildkröte                      | Vater von Franklin                                 | Richard Newman      | Frank Röth          |
| Frau Schildkröte                      | Mutter von Franklin                                | Elisabeth Brown     | Katrin Fröhlich     |
| Schnecke                              | Schnecke                                           | Kristin Bone        |                     |
| Biber                                 | Kanadischer Biber                                  | Leah Cudmore        | Jana Kilka          |
| Kaninchen                             | Florida-Waldkaninchen                              | Kyle Fairlie        | Normann Matt        |
| Gans                                  | weibliche Kaisergans                               | Olivia Garratt      | Katharina Iacobescu |
| Fuchs                                 | Rotfuchs                                           | Al Mukaddam         | Christian Stark     |
| Bär                                   | männlicher Grizzlybär                              | Luca Perlman        | Moritz Günther      |
| Nebenfiguren                          |                                                    |                     |                     |
| Dachs                                 | Silberdachs                                        |                     |                     |
| Waschbär                              | Waschbär                                           |                     |                     |
| Lehrerin Frau Eule                    | Virginia-Uhu                                       |                     |                     |
| Oma Schildkröte                       | weibliche Schildkröte, Oma vom Franklin            |                     |                     |
| Tante Luzie                           | Schwester von Herrn Schildkröte                    |                     |                     |
| Harriet                               | weibliche Schildkröte                              |                     |                     |
| Frau Doktor Bär                       | weiblicher Grizzlybär, Mutter von Bär              | Mary Ellen Trainor  | Inez Günther        |
| Herr Bär                              | männlicher Grizzlybär                              | Donald Burda        | Ulrich Frank        |
| Frau Stachelschwein                   | Stachelschwein                                     |                     |                     |
| Frau Stinktier                        | weibliches Stinktier                               |                     |                     |
| Herr Stinktier, Besitzer der Eisdiele | männliches Stinktier                               |                     |                     |
| Herr Waschbär                         | männlicher Waschbär                                |                     |                     |

## Ausstrahlung und weitere Veröffentlichungen
Die Serie wurde im Jahr 1997 in englischer Sprache veröffentlicht. In den Jahren 1997 bis 2002 lief sie erstmals in den Vereinigten Staaten, Kanada und im Vereinigten Königreich. Die Serie hatte in Deutschland vom 2. September bis 31. Dezember 1999 beim Sender KIKA Fernsehpremiere. In den Jahren 2000 bis 2013 lief sie auch noch bei den Sendern ZDF, KIKA, ORF 1 und SF 2. Zur Serie sind auch noch vier Langfilme erschienen:
| Titel                             | deut. Erstausstrahlung (Sender) | Länge      |
| --------------------------------- | ------------------------------- | ---------- |
| Franklin und der grüne Ritter     | 18. April 2003 (ZDF)            | 75 Minuten |
| Franklins aufregende Schulzeit    | 23. Dezember 2004 (KIKA)        | 45 Minuten |
| Franklins zauberhafte Weihnachten | 24. Dezember 2004 (KIKA)        | 50 Minuten |
| Franklin und der Wunderstein      | 3. Oktober 2007 (KIKA)          | 70 Minuten |

Darüber hinaus erschienen zehn Bücher, sowie die Folgen auf DVDs in deutscher und englischer Sprache.